# Jordan Ross
Pour les articles homonymes, voir Ross.
Jordan Ross est un réalisateur, producteur, scénariste et acteur né le 27 août 1980.

## Filmographie
(décembre 2011).

### Réalisateur
- 2003 : Mafia Movie Madness
- 2004 : Three Blind Mice
- 2004 : SoHo Soccer

### Producteur
- 2003 : Mafia Movie Madness
- 2004 : Three Blind Mice
- 2004 : SoHo Soccer

### Scénariste
- 2003 : Mafia Movie Madness
- 2004 : Three Blind Mice
- 2004 : SoHo Soccer

### Acteur
- 1996 : Jerry Maguire de Cameron Crowe : Art Stallings